# Зисидова къща
Зисидова къща (на гръцки: Οικία Ζησίδη) е забележителна неокласическа жилищна сграда в македонското село Радолиово, Гърция. Днес в сградата е седалището на дем Амфиполи.
Сградата е построена за търговеца на тютюн Константинос Зисидис около 1920 - 1925 г., преди кризата от 1930 година, когато икономиката на района е във възход. Архитект на сградата е австриецът Конрад фон Вилас, автор на много сгради в Драма и околностите. В 1930 година сградата е иззета от Националната банка на Гърция. По-късно в 1950 година общината в Радолиово я купува от банката. В същия парцел е построена и сградата на местния съд. В 2005 година сградата е реставрирана.
Сграда има два пълни етажа, мазе и обширно таванско помещение. В архитектурно отношение смесва различни стилове.